# 佛山一环高速公路
佛山一环高速公路，简称佛山一环。原是环绕广东省佛山市的一条不收费高等级城市快速路，全长99.21公里，总投资约120亿元人民币，经过禅城、南海和顺德3个区的11个镇街，围绕519平方公里的土地，为广东省内最长的环城公路。2006年11月18日通车，2008年12月被广东省交通厅定为粤高速公路，并编制编号为S82。2017年根据广东省交通厅对编号作出的调整，原粤高速公路编号取消。2020年1月1日，辅道拓宽及主线沿线收费站正式启用，其主线在争议中变成了收费高速公路，但并没有像佛山市政府在改建“高速化”之初在各大广播电视报纸媒体中承诺的一样施行车辆免费政策。

## 分段情况
佛山一环由东、西、南、北四段连接成环，另有从东环分出的北延线及南延线。
东线
和顺至北滘公路主干线为一环东线，长36.4公里，道路等级主路为一级公路兼城际快速路，辅路为城市主干路，主路设计时速为100公里，设双向八车道，辅路的设计时速为50公里，设双向六车道。总造价约为57亿元人民币，为粤高速S47的重要组成部分。
南线
北滘至乐从公路主干线为一环南线，长15.3公里，道路等级主路为一级公路兼城际快速路，辅路为城市主干路，主路设计时速为100公里，设双向八车道，辅路的设计时速为50公里，设双向六车道。总造价约为20亿元人民币，为粤高速S5的重要组成部分。
西线
乐从至狮山公路主干线为一环西线，长31.9公里，道路等级为主路一级公路结合城市道路，设计时速为100公里，设双向八车道。总造价约为26.5亿元人民币，为粤高速S16的重要组成部分。
北线（G321新线）
狮山至和顺公路主干线为一环北线，长15.6公里，道路等级为主路一级公路结合城市道路，同时作为321国道新线路，设计时速为100公里，设双向八车道。总造价约为16.5亿元人民币，为粤高速S8的重要组成部分。
北延线
又称“佛山市和顺棠溪至料美公路主干线”，全长9.1公里，主要控制点有和顺南立交、西南涌大桥、和顺北立交。起于里水镇和顺棠溪村东北，经小文教西、和顺规划区东侧边缘，与广州西二环高速公路相接，再往北终点与花都规划的红棉大道相接。工程共设互通式立交3处，建设标准为一级公路，主路为双向8车道，设计行车速度100Km/h，工程估算总投资6.7亿元，属于粤高速S47的重要组成部分。北延线是佛山市区前往白云机场最快捷的通道。

## 發展爭議

### 改造
佛山一环高速公路自规划、建成之日起，佛山市政府即承诺免费通行，不纳入佛山年票范围内，一度为中国大陆最长的免费高速公路。由于实行开放式管理，不采取收费措施，导致行人、摩托车、助力车、非机动车违规进入佛山一环，造成安全事故多发。自2006年底开通至2012年底，佛山一环共发生交通事故17452宗，死亡330人。据2005年统计，广东省高速公路平均每年每百公里死亡人数为28.5人，而佛山一环平均每年每百公里死亡人数近55人，是全省平均水平的两倍；以交通流量计算，佛山一环事故伤亡人数远低于广东省平均水平。此外，一些不符合环保标准的外地车辆驶入、超载、超限运输也导致佛山一环病害日益增重。
2013年8月1日，佛山市交通运输局宣布佛山一环将对外地号牌车辆收费。根据同年11月佛山市政府采购网发布的采购公告提出，佛山一环将进行高速化改造并将纳入广东省高速公路联网收费系统，对外地车实行全路段联网收费，而佛山本地车购买年票后将可免费。而佛山市也委托专业单位开展了收费问题的研究，初步确定给佛山籍车辆安装电子标签及粤通卡，行经佛山一环时将通过电子收费系统先行扣费，再通过系统返还给车主，通行费按车辆通行量由政府向高速公路经营业主购买。
2014年4月，广东省人民政府批复同意5条高速公路部分路段借道利用佛山一环进行高速化改造，并批准把改造后的一环主线纳入全省高速公路联网收费。同时，新建和改造辅路226公里供车主免费通行。5月6日下午，佛山市副市长许国透露，佛山一环高速化改造已获广东省政府批准，佛山市政府也已批准对外地车收费。
2016年12月，佛山一环高速化改造启动。

### ETC收费
2019年12月，佛山一环高速化改造基本完工，全线开始并网收费，共设44个收费站，其中已开放的有42个。根据2019年8月交通运输部、国家发改委和财政部联合印发的《关于全面清理规范地方性车辆通行费减免政策的通知》，除国家相关法律法规以及国务院另有规定外，各省（区、市）不得以任何形式制定出台车辆通行费减免政策。因此佛山一环的全天免费通行政策亦按照通知要求取消。
但事实并非如此，同时期中国其他城市却正在实行着不同的市内高速公路免费和优惠政策。
2024年3月北环高速停止收费，自此相距3KM旁的广州环城高速全线实现并网免费通行，原ETC计费装置仅记录收费路径，但不计入收费里程，也正式的打破了佛山一环高速因国家政策原因导致高速并网后无法免费的谣言。
2020年1月1日零时，根据交通运输部取消高速公路省界收费站的工作部署，佛山一环高速公路同步接入升级后的全国高速公路联网收费系统。然而系统升级后，佛山一环部分收费站出现拥堵等候的情况，甚至出现通行费多收或少收的情况。当日下午，佛山市路桥公司已经查明收费系统运行异常的原因，包括ETC车道通行效率不高、升级后的系统运行不稳定、元旦当日交通出行需求较为旺盛及个别车主对新收费模式、收费标准表示不了解。对此佛山官方回应称，交通路政、公安交警和高速公路公司将对新系统做进一步优化，确保高速公路通行顺畅。

## 互通枢纽及服务设施

##### 环线本体及北延线
| 地区                                                                                         | 里程                                 | 类型                                 | 名称                                 | 连接                                           | 说明                                 |
| 佛江高速公路（佛山一环东线及北延线）                                                         | 佛江高速公路（佛山一环东线及北延线） | 佛江高速公路（佛山一环东线及北延线） | 佛江高速公路（佛山一环东线及北延线） | 佛江高速公路（佛山一环东线及北延线）           | 佛江高速公路（佛山一环东线及北延线） |
| -------------------------------------------------------------------------------------------- | ------------------------------------ | ------------------------------------ | ------------------------------------ | ---------------------------------------------- | ------------------------------------ |
| 佛山市 南海区                                                                                |                                      | 枢纽                                 | 和顺                                 | 广州西二环高速公路                             | 佛山一环北延线终点                   |
| 佛山市 南海区                                                                                |                                      | 出入口                               | 料美                                 | 料美                                           | 南行                                 |
| 佛山市 南海区                                                                                |                                      | 出入口                               | 中信山语湖                           | 0中信大道                                      |                                      |
| 佛山市 南海区                                                                                |                                      | 出入口                               | 金贤路                               | 0金贤路                                        |                                      |
| 佛山市 南海区                                                                                |                                      | 出入口                               | 和顺                                 | 0花园大道                                      |                                      |
| 佛山市 南海区                                                                                |                                      | 出入口                               | 海元物流园                           | 海元物流园                                     | 北行                                 |
| 佛山市 南海区                                                                                |                                      | 枢纽                                 | 里水                                 | 广佛肇高速公路 广和大桥                        | 新线 佛山一环北延线起点 部分封闭     |
| 佛山市 南海区                                                                                |                                      | (3)                                  | 里广路                               | 里广路 太行路                                  |                                      |
| 佛山市 南海区                                                                                |                                      | (8)                                  | 盐南公路                             | 盐南路（里水大道）                             |                                      |
| 佛山市 南海区                                                                                |                                      | 枢纽                                 | 沙涌                                 | 广佛高速公路                                   |                                      |
| 佛山市 南海区                                                                                |                                      | (13)                                 | 黄岐                                 | 广佛公路                                       | 旧线                                 |
| 佛山市 南海区                                                                                |                                      | (14)                                 | 广佛新干线                           | 0广佛新干线                                    |                                      |
| 佛山市 南海区                                                                                |                                      | (17)                                 | 穗盐路                               | 穗盐路                                         |                                      |
| 佛山市 南海区                                                                                |                                      | (17)                                 | 桂城                                 | 桂城                                           |                                      |
| 佛山市 南海区                                                                                |                                      | (20)                                 | 海五路                               | 0海五路                                        |                                      |
| 佛山市 南海区                                                                                |                                      | (21)                                 | 佛平路                               | 佛平三路                                       |                                      |
| 佛山市 南海区                                                                                |                                      | 出入口                               | 桂平路                               | 0桂平路                                        |                                      |
| 佛山市 南海区                                                                                |                                      | 出入口                               | 季华东                               | 0季华东路                                      |                                      |
| 佛山市 南海区                                                                                |                                      | 出入口                               | 西龙                                 | 魁奇路                                         |                                      |
| 佛山市 顺德区                                                                                |                                      | (27)                                 | 花卉大道                             | 0花卉大道                                      |                                      |
| 共线段（佛山一环东线）                                                                       |                                      |                                      |                                      |                                                |                                      |
| 佛山市 顺德区                                                                                |                                      | 枢纽 · 出入口                        | 陈村                                 | 广明高速公路 佛陈路                            | 共线段开始                           |
| 佛山市 顺德区                                                                                |                                      | (32)                                 | 林上路                               | 林上路                                         |                                      |
| 佛山市 顺德区                                                                                |                                      | (35)                                 | 北滘                                 | 三乐路 佛山一环南延线                          |                                      |
| 广明高速公路（佛山一环南线）                                                                 |                                      |                                      |                                      |                                                |                                      |
| 佛山市 顺德区                                                                                |                                      | 出入口                               | 华阳路                               | 华阳路 菊花湾大桥                              |                                      |
| 佛山市 顺德区                                                                                |                                      | 出入口                               | 大罗                                 | 乐龙路 岭南大道南                              |                                      |
| 佛山市 顺德区                                                                                |                                      | 出入口                               | 新桂路                               | 0乐从大道东 新桂路                             |                                      |
| 佛山市 顺德区                                                                                |                                      | 出入口                               | 乐从家具城                           | 佛山大道                                       | 旧线                                 |
| 佛山市 顺德区                                                                                |                                      | 出入口                               | 乐从                                 | 环镇西路                                       |                                      |
| 佛山市 禅城区                                                                                |                                      | 枢纽                                 | 吉利                                 | 佛开高速公路                                   |                                      |
| 佛山市 禅城区                                                                                |                                      | 枢纽                                 | 樵乐路                               | 樵乐路                                         |                                      |
| 佛山市 禅城区                                                                                |                                      | 出入口                               | 南庄                                 | 南庄大道                                       |                                      |
| 佛山市 禅城区                                                                                |                                      | 枢纽                                 | 罗格                                 | 广明高速公路 魁奇路                            | 起点                                 |
| 佛清从高速公路（佛山一环西线）                                                               |                                      |                                      |                                      |                                                |                                      |
| 佛山市 禅城区                                                                                |                                      | 出入口                               | 季华西                               | 0季华西路                                      |                                      |
| 佛山市 南海区                                                                                |                                      | 出入口                               | 务庄                                 | 罗务路                                         |                                      |
| 佛山市 南海区                                                                                |                                      | 出入口                               | 上柏                                 | Y147下柏工业大道西                             |                                      |
| 佛山市 南海区                                                                                |                                      | 枢纽                                 | 桂丹                                 | 桂丹路                                         |                                      |
| 佛山市 南海区                                                                                |                                      | 出入口                               | 兴业路                               | 0兴业路                                        |                                      |
| 佛山市 南海区                                                                                |                                      | 出入口                               | 科技路                               | 0科技路                                        |                                      |
| 佛山市 南海区                                                                                |                                      | 出入口                               | 博爱路                               | 0博爱路                                        |                                      |
| 佛山市 南海区                                                                                |                                      | 枢纽                                 | 狮山                                 | 广三高速公路 广云路                            | 旧线                                 |
| 佛山市 南海区                                                                                |                                      | 出入口                               | 桃园路                               | 0桃园路                                        | 可往狮山大学城                       |
| 佛山市 南海区                                                                                |                                      | 出入口                               | 官华路                               | 官华路                                         |                                      |
| 佛山市 南海区                                                                                |                                      | 出入口                               | 虹岭路                               | 0虹岭路                                        |                                      |
| 佛山市 南海区                                                                                |                                      | 枢纽                                 | 官窑枢纽                             | 广佛肇高速公路 新沙大桥 盐南公路               | 新线                                 |
| 广佛肇高速公路（佛山一环北线）                                                               |                                      |                                      |                                      |                                                |                                      |
| 佛山市 南海区                                                                                |                                      | 枢纽                                 | 官窑枢纽                             | 佛清从高速公路 新沙大桥 盐南公路               | 新线                                 |
| 佛山市 南海区                                                                                |                                      | 出入口                               | 官窑                                 | 官抱路 官华路                                  |                                      |
| 佛山市 南海区                                                                                |                                      | 出入口                               | 禅炭路                               | 永安大道西(禅炭路)                             | 可往南国桃园                         |
| 佛山市 南海区                                                                                |                                      | 出入口                               | 官里路                               | 里官路 0思贤路                                 |                                      |
| 佛山市 南海区                                                                                |                                      | 出入口                               | 桂和公路                             | 桂和公路                                       | 可往南国桃园 现只出不进              |
| 佛山市 南海区                                                                                |                                      | 出入口                               | 里和路                               | 里和路                                         |                                      |
| 佛山市 南海区                                                                                |                                      | 枢纽                                 | 里水                                 | 佛江高速公路 （佛山一环东线及北延线） 广和大桥 | 新线 佛山一环北延线起点              |
| 1.000 英里 = 1.609 千米；1.000 千米 = 0.621 英里 并行路段 • 已关闭／取消 • 限制进入 • 未开放 |                                      |                                      |                                      |                                                |                                      |

##### 南延线
位于顺德区，全数为 佛江高速公路一部分。
| 地区                                                                                         | 里程 | 类型   | 名称       | 连接                      | 说明         |
| -------------------------------------------------------------------------------------------- | ---- | ------ | ---------- | ------------------------- | ------------ |
| 佛山市 顺德区                                                                                |      | (35)   | 北滘       | 佛山一环本线 三乐路       | 暂不可通高速 |
| 佛山市 顺德区                                                                                |      | 出入口 | 南水       | 龙洲大道                  |              |
| 佛山市 顺德区                                                                                |      |        | 勒流       | 广州南二环高速公路 勒良路 |              |
| 佛山市 顺德区                                                                                |      | 出入口 | 番村       | 南国西路                  |              |
| 佛山市 顺德区                                                                                |      | 出入口 | 杏坛       | 顺德快速干线              |              |
| 佛山市 顺德区                                                                                |      | 出入口 | 顺德高新区 | 四乡路                    |              |
| 佛山市 顺德区                                                                                |      | 出入口 | 安成       | 佛江高速公路 均南路       |              |
| 1.000 英里 = 1.609 千米；1.000 千米 = 0.621 英里 并行路段 • 已关闭／取消 • 限制进入 • 未开放 |      |        |            |                           |              |

## 图集
- 佛山一环高速里水立交
- 佛山一环高速北延线北段起点指示牌，注意路牌为普通公路格式
- 广佛新干线出口
- 海八路出口
- 里水段
- 佛山一环高速东环终点及北延线南端起点，注意路牌上的S82编号未更换
- 佛山一环高速北延线北端终点指示牌

## 備註
1. ↑  争议原因可詳見下文，在當地視角而言本是地方快速公路，初政府承诺免费通行，底价征收土地建路，后未经表决转卖出去，建成世界最密集的收费站收过路费。[原創研究？]